# 怪獣墓場
怪獣墓場（かいじゅうはかば）は、ウルトラシリーズに登場する架空の地名。
主にウルトラ戦士によって倒された怪獣や宇宙人たちが眠る場所である。『ウルトラマン』第35話で初めて存在が語られた。

## 概要
全容は明かされていないものの、その正体は宇宙のどこかにある定常的な空間の歪みとされている。
『ウルトラマン』第35話では科学特捜隊がジェットビートルで向かえる宇宙空間のうち、地球から高度数万メートルに位置する宙域「ウルトラゾーン」に存在しているが、後年の作品では多世界解釈における複数の宇宙に跨って存在しており、M78シリーズ以外のウルトラシリーズに登場する怪獣も流れ着いて眠っている。流れ着くのは邪悪な怪獣だけとは限らず温厚な怪獣も含まれるうえ、例え地球などの惑星内で倒された怪獣であっても、最終的にその魂はこの怪獣墓場に流れ着く。また、流れ着くのは概念としての怪獣のみならず、宇宙人や人工物、果ては小惑星と、半ば宇宙の吹き溜まりと化している。
なお、ここに眠る怪獣たちはあくまでも魂だけの存在とされるが、何らかの理由で肉体を取り戻して復活を果たすこともあるという。

## 内部
基本的には、暗闇に無数の怪獣や宇宙人たち（上記の理由から半透明）が浮かびながら静かに眠っている空間として描かれる。そこでは計器類が正常に働かず、外部との通信も酷いノイズがかかって困難である。グレイブゲートと呼ばれる扉のほか、偶発的に起こるウルトラゾーンもまた怪獣墓場への入り口となりえる。
2009年発売のオリジナルビデオ『ウルトラマンメビウス外伝 ゴーストリバース』と、同年公開の映画『大怪獣バトル ウルトラ銀河伝説 THE MOVIE』で初めて本格的に内部が描写され、グレイブゲートなどの設定が明かされた。美術デザインは後藤正行による。
グレイブゲート
『ゴーストリバース』および『ウルトラ銀河伝説』に登場。60万年以上前、何者かが造ったと言われる謎の扉。3つの輪が組み合わさったような不可思議なデザインをしており、唯一の恒常的出入り口である。
浮遊大陸
『ゴーストリバース』および『ウルトラ銀河伝説』に登場。一際広い空間に浮いている大地。足場はきわめて広大で、その内部にも幾千幾万の魂が眠っている。ゴーストリバース事件の舞台となったほか、ウルトラマンベリアルとの最終決戦の地ともなった。なお、『ウルトラ銀河伝説』ではZAPクルーが生身で降り立っていることから、地表には地球上と同様の大気が存在していることがうかがえる。
- プロデューサーの岡部淳也は、怪獣墓場自体は惑星ではないが地面がないと物語が成立しないため、浮遊大陸を設定したことを述べている。

炎の谷
『ゴーストリバース』および『ウルトラ銀河伝説』に登場。浮遊大陸の中央部に位置する、マグマが流れる川のような地帯。その中には非常に熱を持った1本の道が存在しており、ウルトラ戦士でも通り抜けるのは困難である。その奥にはかつてウルトラマンキングが封印したギガバトルナイザーが保管されており、それを守るようにしてEXゼットンが鎮座している。また、百体怪獣ベリュドラが出現した際には怪獣共々一体化しており、胴体部に走る赤いラインとして確認できる。
- 元々は『ゴーストリバース』用に設定されたものであったが、『ウルトラ銀河伝説』にも監督の坂本浩一の提案で登場することとなった。

ウルトラボーンランド
食玩シリーズ『ウルトラボーン』の設定に登場。空間内に浮かぶ大地の1つ。土に帰った怪獣が不思議な力によってウルトラボーンとなって蘇る。
モンストリア
ドラマCD『ウルトラ怪女子』に登場。怪獣墓場の一角に存在する、人間の想像が実体を得る空間。人々の想像によって生み出された怪獣が死後、少女の姿で実体を得て蘇る。
以上のもの以外にも、レッサーボガールの生息していた小惑星などが確認されている。

## 怪獣墓場を舞台にしたエピソード

### テレビシリーズ
『ウルトラマン』（第35話「怪獣墓場」）
科学特捜隊が宇宙パトロール中に怪獣墓場を発見し、帰還後に怪獣たちの供養式を行った。さらに怪獣墓場から落ちてきた怪獣シーボーズが登場する。
『ザ☆ウルトラマン』（第27話「怪獣島浮上!!」）
バラドン星人が怪獣墓場に眠っていた怪獣たち（レッドキング、アボラス、バニラ、アーストロン、ゴーストロン、ゴキネズラ）を怪獣軍団として地球に送り込む。
『ウルトラマン80』（第15話「悪魔博士の実験室」）
怪獣墓場で怪獣ミューが発見され、地球に持ち込まれる。
『ウルトラマンメビウス』（第21話「虚空の呼び声」）
内部に遭難した宇宙船が登場し、ウルトラマンメビウスが地球に向かう途中のエピソードが描かれる。
『ウルトラゼロファイト』
第1部では、ウルトラマンゼロとバット星人グラシエ率いるベムラー、テレスドン、サドラ、グドンや地獄の四獣士（レッドキング、ベムスター、ガンQ、ガルベロス）との主戦場となる。
第2部では、ウルトラマンゼロとダークネスファイブやグラシエの黒幕カイザーダークネスが激突する。
『ウルトラファイトオーブ』
レイブラッド星人の遺伝子を受け継いだ新たなレイオニクス・レイバトスが、かつてベリアルが使用していたギガバトルナイザーを使役し、怪獣100体復活と全宇宙の支配を企てる。

### 映画
『大怪獣バトル ウルトラ銀河伝説 THE MOVIE』
ウルトラマンベリアルが眠っていた怪獣を使役し、ウルトラ戦士やZAPクルーと戦いを繰り広げる。
『ウルトラマンサーガ』
本編には登場しないが、バット星人が地球（フューチャーアース）を怪獣兵器の実験場にするため、ゴメス(S)、グビラ、アーストロンや本編未登場だったアントラー、キングパンドン、ブラックキング、ベロクロン、タイラントを引き連れ出す。

### オリジナルビデオ
『ウルトラマンメビウス外伝 ゴーストリバース』
眠っていた暗黒四天王が蘇り、皇帝を復活させようともくろむ。

### 漫画
『ウルトラ兄弟物語』
ウルトラの国を追放された戦士サンダーアローが、復讐の手駒として怪獣墓場の怪獣たちを復活させる。
『ウルトラマン THE FIRST』
宇宙飛行士ジャミラが遭難したほか、バルタン星人がゼットンを造り出すための実験場としている。
『ウルトラ怪獣擬人化計画 feat.POP Comic code』
作品の舞台。死んだ怪獣が擬人化して女子高生になる。

### ゲームブック
『ウルトラマン 東京救出作戦』（講談社X文庫、1987年、滝沢一穂著、ISBN 4-06-190128-1）
バルタン星人が怨念パワーで怪獣墓場を動かして地球の東京都心の空間と融合させ、怪獣墓場の怪獣たちを復活させるほか、空間断層を作り出す。

## 備考
ピー・プロダクションの特撮テレビドラマ『スペクトルマン』でも、第36話で宇宙猿人ゴリが怪獣ベガロンを呼び出した場所が「怪獣墓場」となっているが、ウルトラシリーズとの関係は無い。
銀河連邦などの設定を経て同じ円谷プロ作品とのつながりを持つ特撮テレビドラマ『ジャンボーグA』でも、第21話に「怪獣墓場」が登場する。こちらも浮遊大陸に似た空間となっており、怪獣が徘徊している。